# Вальтер Кауфман
Вальтер Кауфман (або Кауфманн, нім. Walter Kaufmann; 1 липня 1921, Фрайбург, Німеччина — 4 вересня 1980, Принстон, Нью-Джерсі, США) — німецько-американський філософ, перекладач і поет.
В Америці жив від 1939 року. Більш як 30 років був професором Принстонського університету.
Найбільш відомий як перекладач Бубера і Ніцше англійською мовою. Також перекладав Гегеля і Гете, написав книгу про Гегеля і сприяв поширенню знання його філософії в англомовному світі. Плідний автор книг з філософії, релігії й літератури. Нині його твори  забуті.
Помер Кауфман у віці 59 років 4 вересня 1980 року.

## Неповний список творів
- Ніцше: філософ, психолог, антихрист (англ. Nietzsche: Philosopher, Psychologist, Antichrist)
- Від Шекспіра до екзистенціалізму (англ. From Shakespeare to Existentialism)
- Критика релігії і філософії (англ. Critique of Religion and Philosophy)
- Трагедія і філософія (англ. Tragedy and Philosophy)
- Гегель: переосмислення (англ. Hegel: A Reinterpretation)
- Віра єретика (англ. The Faith of a Heretic)
- Без вини і справедливості: від децидофобії до автономії (англ. Without Guilt and Justice: From Decidophobia to Autonomy)
- Каїн та інші поеми (англ. Cain and Other Poems)
- Екзистенціалізм, релігія і смерть (англ. Existentialism, Religion, and Death: Thirteen Essays)
- Майбутнє гуманітарних наук (англ. The Future of the Humanities)
- Релігії в чотирьох вимірах (англ. Religions in Four Dimensions)
- Відкриття розуму (англ. Discovering the Mind), трилогія:

- Гете, Кант і Гегель (англ. Goethe, Kant, and Hegel)
- Ніцше, Хайдеггер і Бубер (англ. Nietzsche, Heidegger, and Buber)
- Фрейд у порівнянні з Адлером і Юнгом (англ. Freud Versus Adler and Jung)

- Жереб людини (англ. Man's Lot), трилогія:

- Життя і його межі (англ. Life at the Limits)
- Час як творець (англ. Time is an Artist)
- Хто така людина? (англ. What is Man?)